# Alnashetri
Alnashetri ("smukłe uda" w dialekcie Günün-a-kunna języka Tehuelczów, w nawiązaniu do długich i smukłych kości kończyn tylnych okazu holotypowego) – rodzaj teropoda z grupy celurozaurów, prawdopodobnie przedstawiciela rodziny Alvarezsauridae, żyjącego w późnej kredzie (cenoman lub turon) na terenach dzisiejszej Ameryki Południowej. Gatunkiem typowym jest A. cerropoliciensis (epitet gatunkowy honoruje położoną niedaleko miejsca odkrycia jego skamieniałości wieś Cerro Policía, której mieszkańcy pomagali przy wykopaliskach), którego holotypem są kości kończyn tylnych oznaczone MPCA–477 (niekompletna lewa kość udowa, części dystalne tj. dalsze od osi ciała obu kości piszczelowych, prawa kość strzałkowa, zrośnięte kości skokowe i piętowe (ang. astragalocalcaneum) z obu kończyn tylnych, niemal kompletne prawe i kawałki kości lewego śródstopia oraz paliczki palca III lewej stopy). Okaz holotypowy odkryto w osadach formacji Candeleros na terenie argentyńskiej prowincji Río Negro.
A. cerropoliciensis był niewielkim celurozaurem, charakteryzującym się występowaniem na końcu dalszym kości piszczelowej niskiego grzebienia kostnego, który oddziela powierzchnię tej kości współtworzącą staw z kością skokową od powierzchni zewnętrznej kostki bocznej (łac. malleolus lateralis); grzebień ten rozciąga się od miejsca styku kości piszczelowej z czubkiem wyrostka wznoszącego (ang. ascending process) kości skokowej w górę wzdłuż trzonu kości piszczelowej. Autorzy uznają to za autapomorfię A. cerropoliciensis. Inne celurozaury mają podobne grzebienie na kostce bocznej kości piszczelowej, jednak występują one tylko na powierzchni stawowej współtworzącej staw między tą kością a astragalocalcaneum i nie rozciągają się powyżej proksymalnych (bliższych osi ciała) kości stępu (autorzy zaznaczają jednak, że nie mogą całkowicie wykluczyć, iż u lepiej zachowanych okazów teropodów taki grzebień na kości piszczelowej jak u Alnashetri może być zakrywany przez kość strzałkową). U Alnashetri występują też niewielkie wcięcia umiejscowione poniżej miejsc przyczepu więzadeł pobocznych (łac. ligamentum collaterale), nieco bliżej osi ciała od dystalnej powierzchni stawowej na mediowentralnej (przyśrodkowo–dolnej) i laterowentralnej (boczno–dolnej) powierzchni drugiego i trzeciego paliczka III palca stopy; nie wiadomo nic o występowaniu tej cechy u innych teropodów (autorzy zaznaczają jednak, że w wypadku wielu taksonów mało jest szczegółowych informacji na temat budowy ich paliczków).
Poza Alnashetri w osadach formacji Candeleros odkryto też skamieniałości innego niewielkiego teropoda żyjącego w tym samym czasie i na tych samych terenach co A. cerropoliciensis, maniraptora z grupy Paraves Buitreraptor gonzalezorum; Alnashetri różni się jednak od Buitreraptor (i w ogóle od większości przedstawicieli Paraves, z nielicznym wyjątkami takimi jak ptak Vorona) brakiem wyraźnego kostnego grzebienia czy guza na bocznej powierzchni końca bliższego kości udowej (tylnego krętarza), jak również niektórymi cechami budowy kości piszczelowych, stępu i śródstopia. Z przeprowadzonych przez autorów jego opisu analiz filogenetycznych (w oparciu o zmodyfikowane wersje macierzy danych z analizy Zanno i Makovicky’ego z 2011 r.) wynika, że A. cerropoliciensis był przedstawicielem rodziny Alvarezsauridae; na drzewie ścisłej zgodności był on w nierozwikłanej politomii z rodzajami Bonapartenykus i Patagonykus oraz z kladem obejmującym rodzaje Linhenykus, Albinykus, Xixianykus, Mononykus i Shuvuuia. Autorzy zaznaczają jednak, że analiza ta ma wymaga dalszych uzupełnień; nie uwzględniono w niej niektórych przedstawicieli grupy Alvarezsauroidea, w tym zwłaszcza rodzaju Haplocheirus, którego uwzględnienie mogłoby wpłynąć na wyniki analizy.